# .au
au. هو امتداد خاص بالعناوين الإلكترونية (نطاق) للمواقع التي تنتمي لأستراليا.

## تاريخ الاستخدام
تم تخصيص اسم النطاق في الأصل من قبل جون بوستل ، مشغل IANA إلى كيفن روبرت إلز من جامعة ملبورن في عام 1986.
بعد عملية استمرت حوالي خمس سنوات في التسعينيات، ظهرت هيئة ذاتية التنظيم تسمى إدارة النطاق (auDA) لتشغيل النطاق .au، حصلت على موافقة من ICANN في عام 2001 ،  وبدأت في تشغيل نظام تنافسي جديد لتسجيل النطاق في 1 يوليو 2002. منذ ظهور هذا النظام الجديد أصبحت جميع الطلبات تحال لهذا النظام.